# سیدلی‌کندیری
سیدلی‌کندیری (به لاتین: Seyidlikəndyeri) یک منطقه مسکونی در جمهوری آذربایجان است که در شهرستان خاچماز واقع شده است. این روستا ۱۲۶۲ نفر جمعیت دارد.